# Иванов, Лев Викторович
Лев Ви́кторович Ивано́в (19 декабря 1967, Волгоград) — российский футбольный тренер.

## Биография
Лев Иванов родился и вырос в Волгограде, занимался футболом в командах «Мотор», «Горизонт» и «Звезда» Городище. Окончил Волгоградскую государственную академию физической культуры, прошёл все ступени работы тренера от ДЮСШ до команд мастеров, с которыми работает с 2000 года. Окончил Высшую школу тренеров в Москве, имеет лицензию «A», прошёл стажировку в испанской команде «Реал Сосьедад».
В середине 2001 года Лев Иванов по контракту с Олимпийским комитетом России возглавил молодёжную команду ливийского клуба «Аль-Иттихад» из Триполи, выступающего в Высшем дивизионе, и выиграл турнир. «Ротор»-д, который ему пришлось временно покинуть, сохранил лидерство до конца сезона и стал первым чемпионом России среди резервных составов.
В 2003 году он вывел «Ротор-2» из любительской лиги во Второй дивизион. В 2004 году работал помощником главных тренеров «Ротора» (Ярёмченко, Марушкин) в Премьер-лиге.
Возглавляя в 2008 году волгоградскую «Олимпию», Иванов прибегал к нестандартным решениям при подготовке футболистов. В частности, когда в команде в середине сезона возросло недовольство по поводу финансирования, он повёл своих игроков не на тренировку, а на Мамаев курган, где объяснил им, за что надо играть. Вскоре в матче с лидером первенства волгоградские футболисты добились необходимой победы.

## Семья
Отец — Виктор Иванов — заслуженный работник физической культуры России, с 1991 по 2006 год занимал должность председателя Комитета физической культуры и спорта Волгоградской области. Сын — Иван, в 2016—2017 годах работал массажистом в «Роторе-Волгограде».